# كأس فرنسا 1983–84
كأس فرنسا 1983–84 (بالفرنسية: Coupe de France de football 1983-1984)‏ هو الموسم 67 من كأس فرنسا. أشرف على تنظيمه اتحاد فرنسا لكرة القدم، وفاز فيه نادي ميتز.